# Olivier Coulon-Jablonka
 (décembre 2016).
 (décembre 2016).
Olivier Coulon-Jablonka (né en 1979 à Paris) est un metteur en scène français.

## Biographie
Après des études de philosophie à la Sorbonne, il intègre le Conservatoire national supérieur d'art dramatique en 2002, puis fonde la compagnie Moukden-Théâtre en 2005 avec Florent Cheippe et Eve Gollac. De 2006 à 2018, il met en scène plusieurs spectacles qu'il coécrit avec Eve Gollac, parmi lesquels Chez les nôtres , et Paris nous appartient, sur un principe de montages confrontant textes classiques et matériaux documentaires contemporains.
Depuis 2013, il est membre de l’Ensemble artistique du CDN de Sartrouville, et crée en 2016 pour le festival « Odyssées en Yvelines » Trois songes (Un procès de Socrate) en collaboration avec Olivier Saccomano.
En 2015, en collaboration avec Barbara Métais-Chastanier et Camille Plagnet, il crée 81, avenue Victor Hugo qui met en scène des sans-papiers, sur une commande du théâtre de la Commune d'Aubervilliers dans le cadre de la série des « pièces d'actualité », et qui est présentée au Festival d'Avignon la même année et dans le cadre du festival d'Automne à la rentrée suivante. Chroniques des invisibles, récit écrit par Barbara Métais-Chastanier et paru en mai 2017, retrace l'aventure de cette pièce et de la lutte pour la régularisation qui l'a accompagnée. 
En tant que comédien, il joue en 2005 dans Des fins, épilogues de Molière mis en scène par Alain Béhar, et en 2009 dans Le Prince de Hombourg mis en scène par Marie-José Malis.

## Mises en scène
- 2003 : Quartett et Mauser de Heiner Müller
- 2004 : Calderón de Pier Paolo Pasolini
- 2005 : La Décision de Bertolt Brecht
- 2006 : Les Illusions vagues d'après La Mouette d'Anton Tchekhov, adaptation et montage d'Ève Gollac et Olivier Coulon-Jablonka
- 2007 : Des batailles d'après Pylade de Pasolini, adaptation et montage d'Ève Gollac et Olivier Coulon-Jablonka
- 2010 : Chez les nôtres d'après La Mère de Maxime Gorki[2], adaptation et montage d'Ève Gollac et Olivier Coulon-Jablonka
- 2012 : Pierre ou les Ambiguïtés d'après le roman de Herman Melville[9], adaptation d'Ève Gollac et Olivier Coulon-Jablonka
- 2013 : Paris nous appartient d'après La Vie parisienne de Jacques Offenbach[3],[10], adaptation d'Ève Gollac et Olivier Coulon-Jablonka
- 2015 : 81, avenue Victor Hugo[11],[12] - Olivier Coulon-Jablonka, Barbara Métais-Chastanier et Camille Plagnet
- 2016 : Trois songes (un procès de Socrate) d'Olivier Saccomano, d'après Alcibiade majeur, Euthyphron et Apologie de Socrate de Platon
- 2017: From the ground to the cloud, d'Ève Gollac
- 2020: La Trêve - Alice Carré, Olivier Coulon-Jablonka, Sima Khatami
- 2022: Kap o mond - Alice Carré, Carlo Hanky Charles

## Sources
- Ressource relative au spectacle :   - Les Archives du spectacle
- « Olivier Coulon-Jablonka », sur Festival d'Avignon (consulté le 1er septembre 2020)
- « Olivier Coulon-Jablonka / Les Archives du Spectacle », sur Les Archives du Spectacle (consulté le 1er septembre 2020)
- http://www.lechangeur.org/IMG/pdf/Pierre_ou_les_Ambiguites_-_Moukden-Theatre.pdf